# Војислав Коштуница
Војислав Коштуница (Београд, 24. март 1944) српски је теоретичар права и бивши политичар. Коштуница је последњи председник Савезне Републике Југославије (2000—2003) и бивши председник Владе Републике Србије (2004—2008). Био је председник Демократске странке Србије од њеног оснивања 1992. до 2014. године.
Коштуница је као кандидат ДОС-а победио у првом кругу избора за председника СРЈ 2000, што је тадашњи председник Слободан Милошевић оспорио, и у почетку одбио да призна пораз, захтевајући други круг избора, што је проузроковало Петооктобарске протесте након којих је Милошевић на ТВ-у јавно признао пораз. Међународне санкције СРЈ су укинуте 9. октобра 2000. као последица свргавања Милошевића, и доласка Коштунице на место председника СР Југославије. Строго се противио сарадњи са Хашким трибуналом, и његова партија ДСС са 45 посланика је напустила Ђинђићеву владу у знак протеста поводом одлуке о изручењу Слободана Милошевића Хагу. Након атентата на Зорана Ђинђића и проласка гласа о неповерењу влади Зорана Живковића, 2003. године су одржани парламентарни избори, након којих Коштуница постаје премијер, пошто је формирао мањинску владу, уз тада помало неочекивану техничку подршку СПС-а, око коалиције са Г17+, Новом Србијом и Српским покретом обнове. Био је један од кључних људи који су били заслужни за доношење Устава из 2006. године, првог Устава након распада СЦГ, и има заслуге у проглашавању Србије неутралном државом. Током његове друге владе се противио потписивању Споразуму о стабилизацији и прикључењу (ССП) са Европском унијом, што је и довело до пада владе, и ванредних парламентарних избора 2008. на којима се дуго преговарало о евроскептичној влади коју би чинила ДСС, СПС, и СРС, али је Ивица Дачић ипак на крају потписао „Историјско помирење са ДС-ом” и ушао у  коалицију са Демократском странком Бориса Тадића, и формирао проевропску владу са Мирком Цветковићем као председником владе.
Након напуштања ДСС-а, новембра 2014. је био један од оснивача евроскептичног покрета деснице под називом „Државотворни покрет Србије”, чији је председник Слободан Самарџић. Комплетно се повукао из јавног живота након одласка из ДСС-а, и веома ретко даје изјаве за медије.

## Биографија
Војислав Коштуница је рођен у породичној кући у Скадарској улици, као син судије Јована В. Коштунице. Осим на Дорћолу, у детињству и младости, често је боравио и у Милошевцу, завичају мајчине породице, где је и крштен 1944. године, пошто се породица склонила из Београда због честих англоамеричких бомбардовања престонице. Породична кућа је током рата два пута рушена, прво у априлском немачком бомбардовању, а затим и савезничком.
Коштуничин прадеда, Јован Дамјановић (понекад се записивало и Дамљановић) прозвани Коштуница, био је учесник Светоандрејске скупштине из 1858. године, као народни посланик из Коштунића. Из породице Дамјановић је и Анђелија, мајка војводе Живојина Мишића. Отац Јован је пре рата био окружни судија у Новом Саду.
Коштуница се школовао у Београду, где је завршио основну школу. Другу београдску гимназију похађао је и матурирао у време када је она већ била пресељена, привремено, у зграду Пете београдске гимназије, код ташмајданског парка. Након матуре (1962) уписао је Правни факултет у Београду, на којем је дипломирао 27. јуна 1966. године. Магистрирао је 1970. са темом „Теорија и пракса југословенског уставног судства“, а те године изабран је за асистента на Правном факултету. Докторирао је 11. децембра 1974. године на тему „Институционализована опозиција у политичком систему капитализма“. Међутим, те године у време политичких прогона на Универзитету, морао је да напусти факултет, јер је заједно са др Костом Чавошким подржао свог професора др Михаила Ђурића у критици устава из 1974. године и тако сва тројица постају дисиденти од комунистичког режима. Петнаест година касније, одбија понуду да се као професор врати на факултет. Од 1974. године радио је у Институту друштвених наука, а од 1981. године у Институту за филозофију и друштвену теорију као виши научни сарадник и једно време директор. Објавио је радове из области уставног права, политичке теорије и филозофије.
Био је члан редакције и главни и одговорни уредник више правних и филозофских часописа, као што су „Архив за правне и друштвене науке“, „Филозофске студије“, „Филозофија и друштво“ и „Теорија“. Члан је Српског ПЕН центра.

## Политичко деловање

### Опозиција
Осамдесетих година 20. века ангажовао на заштити људских права, нарочито у Одбору за одбрану слободе мисли и изражавања, у којем су се окупљали интелектуалци-дисиденти. Био је један од 13 интелектуалаца који су обновили рад предратне Демократске странке 1989. о чему се са групом пријатеља договарао у свом стану у Француској улици. Био је народни посланик у Скупштини Србије од 1990. до 1997. године.
У расправи око сарадње Демократске странке са ДЕПОС-ом дошло је до разлаза у ДС-у и у јулу 1992. издвојила се група око Војислава Коштунице, која је била за сарадњу са ДЕПОС-ом, а Коштуница је створио Демократску странку Србије у јулу и августу 1992. У новој странци Коштуница је постао председник, а неки од утицајнијих чланова који су му се придружили су били између осталих Владета Јанковић, Владан Батић, Драган Маршићанин. На ванредним парламентарним изборима 1992. је ДСС у склопу ДЕПОС-а освојио 18 посланичких места, како би на следећим изборима само годину дана касније странка изашла из коалиције ДЕПОС, самостално излази на изборе, и осваја 7 мандата. Парламентарне изборе 1997. су бојкотовали.

### Председник Југославије (2000—2003)
На изборима 24. септембра 2000. године за председника Савезне Републике Југославије као кандидат ДОС-а  Коштуница је у првом кругу добио више од 50% гласова и представници ДОС-а на изборним местима имали су увид у те резултате.   
Под утицајем Коалиције Социјалистичке партије Србије (СПС) и Југословенске левице (ЈУЛ), Савезна изборна комисија тврдила је да је Коштуница победио у првом кругу избора, али да није имао преко 50% гласова, што је значило да треба да се одржи додатни круг избора. То је био повод за избијање масовних протеста, који су кулминирали 5. октобра 2000. године, а Коштуница је 6. октобра 2000. ушао у кабинет председника Србије на Новом Београду и истог дана Слободан Милошевић је признао јавно пред телевизијским камерама РТС-а свој пораз. Врховни суд га је прогласио победником избора из првог круга. Увече 7. октобра 2000. у Сава центру одржана је конститутивна седница нове Савезне скупштине Југославије, а Војислав Коштуница, на тој заједничкој седници оба дома Скупштине СРЈ, положио је заклетву и постао председник Савезне Републике Југославије.
Као председник Савезне Републике Југославије Војислав Коштуница тражио је пријем СРЈ у УН, а Генерална скупштина УН једногласно је прихватила тај захтев 1. новембра 2000.
Коштуничина популарност је забележила нагли раст након доласка на власт. Достизао је рејтинг између 70 и 86% грађана који су тврдили да у њега имају највеће поверење.

#### Разлаз са Зораном Ђинђићем
Током 2001. године дошло је до отвореног размимоилажења са премијером Србије Зораном Ђинђићем. Након изручења Слободана Милошевића Хашком трибуналу, Коштуница је тврдио да није био обавештен о тој одлуци, што је највероватније проузроковало да се уз његово име понекад ставља надимак "Необавештен" и изјава "Нисам обавештен". Још већа криза је избила августа 2001. када је Коштуница оптужио Ђинђића за организовани криминал и запретио повлачењем својих министара из Ђинђићеве владе. Ова криза је избила након убиства бившег официра Службе државне безбедности Момира Гавриловића 3. августа 2001. неколико сати пошто је наводно био код Коштунице у канцеларији. Коштуница је тврдио да је Гавриловић убијен јер је поседовао доказе о умешаности Ђинђића и Демократске странке у корупцију и заташкавање организованог криминала. Двојица министара ДСС (Александар Правдић и Обрен Јоксимовић) су поднели оставке и напустили Ђинђићеву владу.

#### Побуна ЈСО и смена Небојше Павковића
У новембру 2001. је дошло до побуне ЈСО против Ђинђићеве владе, током које су припадници Јединице за специјалне операције, предвођени Милорадом Улемеком Легијом блокирали ауто-пут код Врбаса и Сава центра. Наводни повод било је хапшење хашких оптуженика браће Предрага и Ненада Бановића, а незванично се тврдило да је Улемек желео да избегне евентуално хапшење приликом сведочења на суђењу за убиства на Ибарској магистрали, које је било заказано за 12. новембар. Коштуница је подржао побуну ЈСО.
Неочекивано 24. јуна 2002. председник СРЈ Војислав Коштуница сменио је генерал-пуковника Небојшу Павковића са места начелника Генералштаба ВЈ, иако је раније одбијао да га смени. Влада и Зоран Ђинђић су дуго тражили Павковићеву смену, а Павковић је оптужио Коштуницу да је подлегао „недемократским притисцима” и да је смењен јер је одбијао да Војска Југославије учествује у „прљавој кампањи” председништва Југославије против Ђинђића, међу којима је било наводно прислушкивање Ђинђићеве владе.
У Утиску недеље, који се у то време емитовао на Студију Б, је 2002. године учествовао са 3 члана Београдског синдиката.

#### Два неуспела избора за председника Србије 2002.
Када се Коштуница, док је још био председник Југославије, кандидовао на председничким изборима у Србији 29. септембра 2002. насупрот Мирољубу Лабусу, кандидату кога је предложила Влада Србије. Коштуница и Лабус су ушли у други круг избора, у ком је Коштуница освојио 1.991.947 гласова (66,86% изашлих), али избори нису били валидни пошто је у другом кругу гласало мање од 50% уписаних гласача.
Након што је изменом Закона о избору председника Републике укинут је цензус у другом кругу, избори су поновљени 8. децембра. Коштуница је још једном победио, освојивши 1.699.098 гласова, испред Војислава Шешеља за кога је гласало са 1.063.296 особа. Избори су поново поништени јер са 45,16% изашлих бирача није остварен цензус, овога пута у првом кругу. Убрзо након пропасти избора, условљене, између осталог и тихим бојкотом владе која није имала свог кандидата, Коштуница је најавио да ће његов приоритет бити обарање Ђинђићеве владе и расписивање ванредних парламентарних избора.

#### Нестанак Југославије и убиство Зорана Ђинђића
Функцију председника Савезне Републике Југославије обављао је до 4. фебруара 2003. године, када је СРЈ преобликована у државну заједницу Србије и Црне Горе. Месец дана касније, убијен је Зоран Ђинђић. Као непосредни извршиоци оптужени су бивши припадници ЈСО Милорад Улемек Легија и Звездан Јовановић, као и припадници Земунског клана, док је део јавности оптуживао Коштуницу да им је давао подршку у побуни ЈСО и каснијем атентату. Оптужбе о повезаности са Ђинђићевим убиством, нису довеле до краја политичке каријере Војислава Коштунице. Након ванредних парламентарних избора одржаних у децембру 2003. године, на којима је највише гласова освојила Српска радикална странка, Коштуница је имао подршку да образује владу од демократским странакама, да би се спречио повратак социјалиста и радикала на власт.

### Премијер Србије (2004−2008)
После ванредних парламентарних избора у Србији, одржаних у децембру 2003. године, постао је председник владе Србије (3. марта 2004. године) након што је Социјалистичка партија Србије подржала његову мањинску владу коју поред Демократске странке Србије чинили Г17+, Српски покрет обнове и Нова Србија.
Након ванредних избора 21. јануара 2007. године, коалиција Демократска странка Србије-Нова Србија је постала трећа по снази у Народној скупштини. Након дугих преговора са Демократском странком, другом најјачом странком у скупштини, Коштуница је истакнут као кандидат за председника владе. Коштуничина влада је изгласана 15. маја 2007, неколико сати пре законског рока за расписивање нових избора.
Други Коштуничин премијерски мандат су обележиле честе кризе са коалиционом партнерима Демократском странком и Г17+ око приступања Србије Европској унији, решавања проблема Косова и Метохије, приватизације НИС-а и заказивања председничких избора. Односи у коалицији су дошли на најнижи ниво у фебруару 2008, након тесне победе кандидата ДС Бориса Тадића у другом кругу председничких избора и Коштуничиног противљења потписивању Споразума о стабилизацији и придруживању са Европском унијом, због планова Европске уније да на Косово пошаље мисију Еулекс без одобрења Савета безбедности. Криза је привремено решена одлагањем потписивања споразума на месец дана. Неколико дана касније, 17. фебруара 2008, косовски Албанци су једнострано прогласили независност.

### Поново у опозицији и повлачење из политике
Пошто су се размимоилажења у Влади и даље наставила, Коштуница је 8. марта 2008. затражио да се распишу парламентарни избори за 11. мај као начин за излазак из кризе. На тим изборима, коалиција Демократска странка Србије-Нова Србија освојила је 11,6% гласова или 30 посланичких места. Коштуница је на месту премијера био до 7. јула.
Поднео је оставку на место председника ДСС 19. марта 2014. године после лоших резултата на парламентарним изборима. Дана 14. октобра исте године, после изборног конгреса, напустио је ДСС, тврдећи да је ова странка изневерила сопствени програм.

### Међународни споразуми
Коштуница је учествовао у изради два Споразума о специјалним паралелним везама (2001. и 2006) између Републике Српске и Републике Србије.

### Необавештени
Коштуници се у сатиричном контексту приписује надимак необавештен, и изјава нисам обавештен. То је конкретно приказано у сатиричној луткарској серији Никад извини, када са Драганом Јочићем пева песму под тим насловом, и у мини серији Породица, када на једно питање изговара реченицу "нисам обавештен".
По једној верзији је то добио након хапшења и изручивања Слободана Милошевића Хашком трибуналу 2001. године, када је два дана након изручења изјавио да није био обавештен о том чину. По другој је то било 2003. године након хапшења Радета Булатовића и генерала Аце Томића, када је потврдио да су се његов саветник и начелник Управе за Безбедност Војске Југославије својевремено састали са челним људима Земунског клана, али да га о томе нису обавестили.

## Политички ставови
Коштуница се генерално сматра конзервативним политичарем са снажним антикомунистичким ставовима. Он је био критичан према Западу, и Европској унији, иако је историјски до отприлике 2008. и самопроглашења независности Косова, подржавао подршку прикључења ЕУ. У интервјуу за немачки недељник Шпигел је изјавио да је поприлично близак Де Голу у погледима на политику.

### О Косову и Метохији
Војислав Коштуница се залагао за тзв. политику "замрзнутог конфликта", односно по његовим речима у интервјуу за недељник Печат: "Питање је како решити укупно проблем КиМ и уверен сам да се кључеви за решавање налазе пре свега у самој Србији. Не би Брисел и Вашингтон свакодневно вршили притисак и уцењивали Србију и непрестано захтевали нове и нове уступке када би улога Србије била безначајна. Политичка мудрост нам налаже да нигде не журимо с решавањем овог проблема, већ да се усмеримо на јачање наших институција на Косову и да свесрдно помажемо српски народ. То се зове „замрзнути конфликт“, јер у овом тренутку и при оваквом односу снагу на светској сцени није могуће постићи правично, стабилно и одрживо решење."
Након једностраног проглашења независности Косова, 21. фебруара 2008. је одржан митинг "Косово је Србија", на ком је Коштуница одржао говор: 
| „ | Поштовани грађани Србије, Србијо! Шта је Косово? Где је Косово? Чије је Косово? Има ли неког међу нама ко није са Косова? Има ли неког међу нама ко мисли да Косово није његово? Косово - то је прво име Србије. Косово припада Србији. Косово припада Српском народу. Тако је од вајкада, и тако ће вазда и бити. Нема силе, нема претње, нема казне довољно велике и страшне да би било који Србин, било када каже другачије него само једно једино - Косово је Србија! Никада нико од нас неће чути да Пећка патријаршија није наша, да Високи Дечани и Грачаница нису наши! Да није наше место на ком смо се родили; и ми, и наша држава, и црква, и све што данас јесмо! Ако се као Срби одрекнемо Српства, порекла, Косова, предака и историје, онда, ко смо ми Срби? Какво нам је заправо име?(одломак из говора) | ” |

 Хиљаде присталица је аутобусима пристигло да подрже митинг, након тога су неки протестанти нападали амбасаде и пљачкали радње.
Коштуница је 25. фебруара 2008. захтевао да САД повуче своје признање Косова, упозоравајући да "неће бити стабилности док се лажна држава не поништи".
Са позиције премијера је 8. марта 2008. позвао на нове изборе, након што се владајућа коалиција са Демократском странком распала око односа са Европском унијом и једностране независности Косова.

### О Европској унији
Коштуница је 4. априла 2008. рекао да чланство у ЕУ више није циљ Србије. Рекао је да пре него што се процес евроинтеграција настави, Србија и ЕУ морају да уреде однос територијалног интегритета Србије.
Десетог априла је изјавио да би евентуално потписивање ССП са ЕУ било у партијском интересу коалиције окупљене око ДС-а, али не и Србије. "Ако Борис Тадић и коалиција Чанак-ДС-Г17 подржавају Соланин споразум, који треба да помогне овој коалицији на изборима, то може представљати партијски интерес Чанка, ДС-а и Г17, али Соланин споразум, свакако, није у интересу државе Србије и српског народа. Отворено кажемо да сумњамо да Соланин споразум, који се нуди коалицији Чанак-ДС-Г17 представља покушај потписивања независности Косова. Не сме бити трговине Косовом и не сме се потписивати Соланин споразум ако се унапред изричито не потврди да се тај споразум односи на целовиту Србију". Како је додао, застрашивање грађана великом пропагандом о самоизолацији има за циљ да се прикрије намера да се "преко потписивања Соланиног споразума призна прва НАТО држава".
Четрнаестог априла 2008. је оценио да председник Србије и потпредседник Владе не могу у својству државних функционера потписати споразум о стабилизацији са ЕУ јер је то супротно Резолуцији Скупштине Србије. У његовој изјави достављеној агенцији Бета се наводи да "Скупштина Србије је својом Резолуцијом од 26. децембра 2007. директно забранила да се потписује споразум са ЕУ ако тај споразум није у функцији потврђивања суверенитета и територијалног интегритета Србије". По његовим речима "због тога председник Борис Тадић и потпредседник владе Божидар Ђелић споразум могу да потпишу само у име њихове партијске коалиције, а никако у име Србије. Резолуција Народне скупштине представља гаранцију да потписивање Соланиног споразума апсолутно не обавезује Србију", Оценио је да су Тадић и Ђелић под "несумњивим" притиском НАТО-а да споразум потпишу 28. априла. "С таквим потписом нико неће моћи да тврди да је Србија признала независност Косова, јер је тај потпис на Соланином споразуму партијска ствар која обавезује само изборну коалицију која је тај споразум потписала", навео је у тој изјави.
Након Коштуничиног коментара на изјаву комесара за проширење ЕУ Олија Рена, да Европска унија намерава да са Србијом потпише Споразум о стабилизацији и придруживању пре избора 11. маја, да споразум није у државном интересу Србије, Демократска странка је позвала председника владе Коштуницу "да не износи неистине" о садржају ССП-а, и истакла да се потписивањем тог споразума потврђује територијални суверенитет Србије. ДС је навела да је "дужност председника владе да говори истину, нарочито о споразуму који је сам преговарао и чији је текст парафирала влада на чијем је челу. Подсећамо председника владе да ССП ни на који начин не представља одрицање од нашег територијалног суверенитета, напротив он се тим споразумом потврђује". ДС је такође додао да "то што пакт "Шешељ-Коштуница" не може да уведе Србију у ЕУ, не значи да Србија треба да се одрекне своје будућности, нити да грађани, због интереса Коштунице да задржи премијерско место, треба да се одрекну већих плата, стабилног динара, страних инвестиција, нових радних места које им омогућава чланство у ЕУ".
Првог маја 2008. је рекао да је министар спољних послова Русије Сергеј Лавров био у праву када је рекао да је ССП требао да се потпише пре једностраног проглашења независности од стране Косова и признања те независности од стране 18 чланица ЕУ. Дан касније је рекао да ће након избора анулирати споразум, називајући га "варком", "Соланиним споразумом", и "Тадићевим и Ђелићевим потписом", јер "то није потпис Србије".

## Приватни живот
Био је ожењен Зорицом Радовић (1949—2015), доктором правних наука и стручњаком за компаративно уставно право. Њен даљи рођак био је митрополит црногорско-приморски Амфилохије Радовић. Године 2018. Коштуница се оженио књижевницом Љиљаном Лазаревић.

## У популарној култури
Коштуница је био приказан у сатиричној луткарској серији Никад извини, чија је радња била смештена око 2003. и 2004.

## Одликовања
- Орден за заслуге Републике Италије (2002)
- Орден Републике Српске на ленти, „за нарочите заслуге у развијању и учвршћивању сарадње, политичких и привредних односа између Републике Србије, Републике Српске и других држава, као и за изузетан допринос на учвршћењу мира, резултата и достигнућа од ширег значаја у афирмацији и послијератном развоју Републике Српске“.[52] Орден му је уручио председник Републике Српске Милорад Додик у Бањој Луци на Видовдан 28. јуна 2012.[53][54]

### Књиге
- Коштуница, Војислав (2002). Угрожена слобода. Институт за филозофију и друштвену теорију / Филип Вишњић, Библиотека „Фронесис“, Београд. ISBN 978-86-7363-317-6.
- Војислав Коштуница, Политички систем капитализма и опозиција, Институт друштвених наука, Београд, 1977.
- Војислав Коштуница, Коста Чавошки, Страначки плурализам или монизам Друштвени покрети и политички систем у Југославији 1944-1949, Институт друштвених наука, Београд, 1983
- Војислав Коштуница, Коста Чавошки, Страначки плурализам или монизам Послератна опозиција - обнова и затирање, Привредно-правни приручник, Београд, 1990.
- Војислав Коштуница, Коста Чавошки, Party Pluralism or Monism Social Movements and the Political System in Yugoslavia 1944-1949, East European Monographs, Колорадо, САД; 1985.
- Војислав Коштуница, Између силе и права, Косовски записи, Хришћанска мисао, библиотека Свечаник, Београд-Ваљево-Србиње, 2000.
- Коштуница, Војислав (2008). Одбрана Косова. Филип Вишњић, библиотека „Посебна издања“, Београд. ISBN 978-86-7363-585-9.
- Војислав Коштуница, Зашто Србија, а не Европска унија, Београд, 2012.[55]

### Чланци у часописима
- Војислав Коштуница, „Могућности демократије у Србији“ - Филозофија и друштво (Институт за филозофију и друштвену теорију, Београд, Уредник/приређивач: Светозар Стојановић; 1997), бр. XII. стр. 29-.
- Војислав Коштуница, „Посткомунизам и проблем демократије“ - Филозофија и друштво (Институт за филозофију и друштвену теорију, Београд, Уредник/приређивач: Светозар Стојановић; 1996), бр. IX-X. стр. 253-.
- Војислав Коштуница, „Политика и елите“, - Идеје (1970), бр. 5. стр. 19–27.

Кључне речи: политика; елите.
- Војислав Коштуница, „Општа декларација и основна права“, - Југословенска ревија за међународно право (Југословенско удружење за међународно право, Београд ; 1989), бр. 1-2. стр. 23–36.
- Војислав Коштуница, „Алтернативне идеје о социјализму у Југославији 1945-1947", - Филозофија и друштво (ИФДТ, Београд ; 1989), бр. 2, стр. -.
- Војислав Коштуница, „Посткомунизам и проблем демократије“, - Филозофија и друштво (ИФДТ, Београд, Уредник/приређивач: др Светозар Стојановић; 1996), бр. IX-X. стр. 253–263.
- Војислав Коштуница, „Могућности демократије у Србији“, - Филозофија и друштво (ИФДТ, Београд, Уредник/приређивач: др Светозар Стојановић; 1997), бр. 12. стр. 29–40.
- Војислав Коштуница, „Неки проблеми учешћа федералних јединица у структури и функционисању федерације“, - Архив за правне и друштвене науке (1973), бр. 2-3. стр. 431–445.
- Војислав Коштуница, „Порекло институционализоване опозиције у САД“, - Архив за правне и друштвене науке (Савез удружења правника Југославије, Београд ; 1975), бр. 3. стр. 417–433.
- Војислав Коштуница, „Настанак институционализоване опозиције у Великој Британији“, - Архив за правне и друштвене науке (Савез удружења правника Југославије, Београд ; 1976), бр. 3. стр. 423–440.
- Војислав Коштуница, „Русо и проблем владавине опште воље“, - Тхеориа (Филозофско друштво Србије, Београд ; 1978), бр. 3-4. стр. 41–49.
- Војислав Коштуница, „Проблем тираније већине у политичкој филозофији Алексиса де Токвила“, - Филозофске студије (Филозофско друштво Србије, Београд). (1978). стр. 145.–204.
- Војислав Коштуница, „Англоамеричка правна традиција и идеја владавине права“, - Архив за правне и друштвене промене (Савез удружења правника Југославије, Београд ; 1981), бр. 2. стр. 251–268.
- Војислав Коштуница, „Џон Лок и идеја владе која почива на сагласности“, - Филозофске студије (Филозофско друштво Србије, Београд). (1982). стр. 35.–57.
- Војислав Коштуница, „Политички систем и основна права“, - Тхеориа (Филозофско друштво Србије, Београд ; 1987), бр. 1-2. стр. 53–62.

### Чланци у зборницима
- Војислав Коштуница, „Новија схватања о федерализму у политичкој науци“ - Федерализам и национално питање (Савез удружења за политичке науке, Београд ), (1971). стр. 289.–295.
- Војислав Коштуница, „Опозиција и демократија“ - О демократији, (Драганић, Београд ), (1995). стр. 120.–128.
- Војислав Коштуница, „Улога уставног судства; упоредноправни аспект“ - Уставност и законитост (Институт друштвених наука, Београд ), (1976). стр. 247.–260.
- Војислав Коштуница, „Теорије револуције и савремена социологија“ - Огледи из социологије друштвеног развоја (Институт за социолошка истраживања Филозофског факултета у Београду, Београд ), (1981). стр. 38.–59.
- Војислав Коштуница, „Српска преводна књижевност у области политичке теорије до Првог светског рата“ - стр. -.
- Војислав Коштуница, „Устав, слобода удруживања и политичке странке“ - Два века савремене уставности (САНУ, Београд ), (1990). стр. 325.–340.
- Војислав Коштуница, „Декларација из 1789. и људска права“ - Слобода, једнакост, братство. Француска револуција и савременост (Институт за европске студије, Београд ), (1990). стр. 181.–190.
- Војислав Коштуница, „Уставноправни развој Југославије између два рата и правна дрзава“ - Правна држава (Институт за социолошка и криминолошка истраживања, Београд ), (1991). стр. 37.–47.
- Војислав Коштуница, „Начело једногласности и југословенски федерализам“ - Потребе друштвеног развоја (САНУ, Београд ), (1991). стр. 387.–390.
- Војислав Коштуница. "The constitution and the federal State" - Југославија. A Fractured federalism (The Wilson Center Press. Washington, Уредник/приређивач: Dennison Rusinow). (1988). стр. 78.–92.